# Hemtjärnen (Säfsnäs socken, Dalarna, 667335-142045)
Hemtjärnen är en sjö i Ludvika kommun i Dalarna och ingår i Göta älvs huvudavrinningsområde.